# Aleksiejewka 2-ja (obwód lipiecki)
Aleksiejewka 2-ja, Aleksiejewka Wtoraja (ros. Алексеевка 2-я, Алексеевка Вторая) – wieś (ros. деревня, trb. dieriewnia) w zachodniej Rosji, w sielsowiecie zacharowskim rejonu wołowskiego w obwodzie lipieckim.

## Geografia
Miejscowość położona jest nad ruczajem Dubowiec (dopływ rzeki Ołym), 4 km od centrum administracyjnego sielsowietu zacharowskiego (Zacharowka), 11,5 km od centrum administracyjnego rejonu (Wołowo), 123 km od stolicy obwodu (Lipieck).
W granicach miejscowości znajduje się ulica Kołomienskaja (19 posesji).

## Demografia
W 2012 r. miejscowość zamieszkiwały 23 osoby.